# СОКО Г-4 Супер Галеб
СОКО G-4 «Супер Галеб» (SOKO G-4 Super Galeb) — югославский лёгкий штурмовик и учебно-тренировочный самолёт.
Совершил первый полёт 17 июля 1978 года. Принят на вооружение ВВС Югославии в 1983 году. Поставлялся на экспорт в Мьянму. Применялся в ходе Боснийской и Косовской войн.

## Тактико-технические характеристики

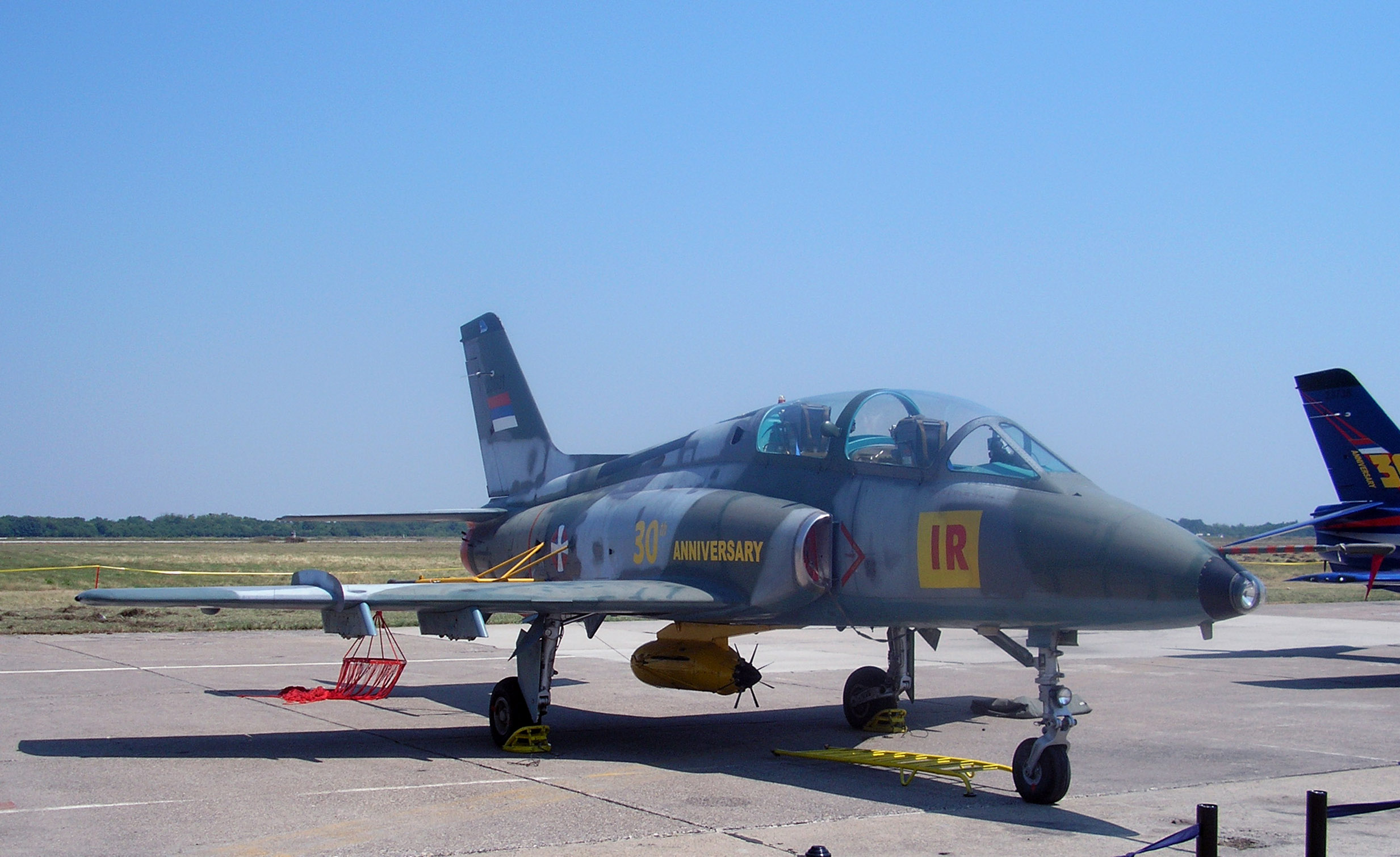
СОКО Г-4 «Супер Галеб» (2008 год).

### Технические характеристики
- Экипаж: 2 человека
- Длина: 11,86 м
- Размах крыла: 9,88 м
- Высота: 4,28 м
- Масса пустого: 3134 кг
- Масса максимальная взлётная: 6300 кг
- Двигатель: Роллс-Ройс «Вайпер» 632-46 (1×17,8 кН)

### Лётные характеристики
- Максимальная скорость: 910 км/ч
- Практический потолок: 15 000 м
- Скороподъёмность: 30 м/с (1800 м/мин)

### Вооружение
- одна 23-мм двуствольная пушка ГШ-23Л с 200 патронами
- Боевая нагрузка - 1280 кг на 4 узлах подвески:

4x 250-кг бомбы или 4x 150-кг кассетные бомбы, или 
4x 120-кг кассетные фрагментарные бомбы или 
32 (4х8) 16-кг фрагментарные бомбы С-8-16, или 
4x 150-л напалмовые баки, или  
4 кассеты с минами KPT-150 c 40 противопехотными или 54 противотанковыми минами, или  
4 ПУ VRZ-127 4x127-мм или 
4 ПУ L57-16MD 16x55-мм, или 
4 ПУ L-128-04 4х128-мм или 
4 ПУ L57 12x55-мм или 
4 ПУ 2х127-мм HVAR НУР. 
Контейнеры КМ-3 с 12.7-мм пулеметом.